# Ebru Station
Ebru Station (Ebru holdeplass) var en jernbanestation på Rørosbanen, der lå et stykke øst for byområdet Løten i Løten kommune i Norge.
Stationen blev oprettet som trinbræt 22. maj 1932. Oprindeligt hed den Ebro, men den skiftede navn til Ebru i august 1954. Den blev nedlagt 5. november 1967.